# Lenomyia lucens
Lenomyia lucens är en tvåvingeart som beskrevs av James 1977. Lenomyia lucens ingår i släktet Lenomyia och familjen vapenflugor. Inga underarter finns listade i Catalogue of Life.